# Mecate (Einheit)
Mecate war ein Längenmaß in Honduras. Es ist mit dem Maß Schnur, Seil oder Strick vergleichbar und wurde zum Vermessen von Ländereien verwendet.
- 1 Mecate = 20 Meter